# Corinne Goddijn-Vigreux

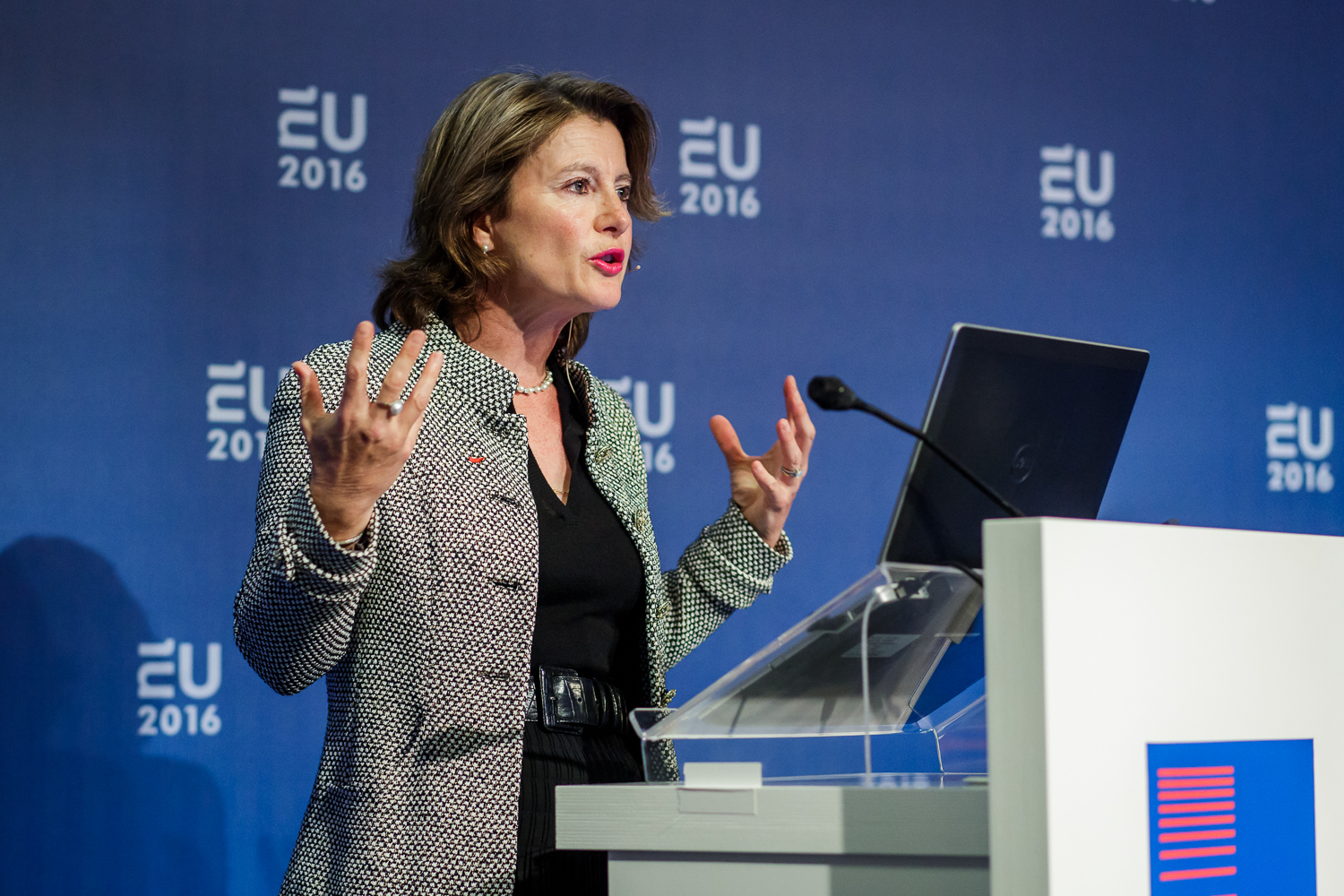
Corinne Goddijn-Vigreux (18 april 2016)

Corinne Danièle Goddijn-Vigreux (Lyon, 9 december 1964) is een Frans ondernemer. Ze studeerde in 1987 in Frankrijk af als bachelor in internationale zaken. Daarna werkte zij van 1987 tot 1993 voor Psion Plc, waar ze betrokken was bij het opbouwen en beheren het Europese distributienetwerk. Daarnaast was ze internationaal verkoopmanager tot de tijd dat ze Psion verliet.
In 1994 werd zij mede-eigenaar van software-bedrijf Palmtop, later omgedoopt tot TomTom NV.
Vigreux is op dit moment Managing Director van de consumententak van TomTom NV.
In 2016 werd zij, tegelijkertijd met haar echtgenoot Harold Goddijn, en met Pieter Geelen en Peter-Frans Pauwels, benoemd tot Officier in de Orde van Oranje-Nassau omdat zij zich als oprichters van TomTom NV bijzonder verdienstelijk hebben gemaakt voor de samenleving.